# Francis McNeirny
Francis McNeirny (Nueva York, 25 de abril de 1828 - Albany, 2 de enero de 1894) fue un sacerdote católico estadounidense de la diócesis de Nueva York, obispo titular de Rhesaina, coadjutor y, más tarde, obispo de Albany.

## Biografía
Francis McNeirny nació el 25 de abril de 1828 en la ciudad de Nueva York, en los Estados Unidos, en el seno de una familia acomodada y de fe católica. Recibió sus primeros estudios de un profesor privado y luego fue enviado al Colegio de Montreal (Canadá), dirigido por los padres sulpicianos. Se graduó en 1849 y decidió continuar la carrera eclesiástica, entrando al seminario mayor de Montreal. Durante este periodo y siendo todavía estudiante se desempeñó como profesor de letras en el Colegio de Montreal.
Completados sus estudios de teología, McNeirny regresó a Nueva York y fue ordenado sacerdote el 21 de mayo de 1854 por el arzobispo John Hughes. McNeirny desempeñó los siguientes cargos eclesiásticos: párroco de la catedral de San Patricio, asistente personal del arzobispo, maestro de ceremonias, canciller arquidiocesano (1857) y párroco de la iglesia de Santa María en Rondout.
El papa Pío IX, el 22 de diciembre de 1871, nombró a McNeirny obispo coadjutor para la diócesis de Albany, al tiempo que lo hace obispo titular de Rhesaina. Fue consagrado el 21 de abril de 1872, de manos del cardenal John McCloskey, su predecesor y, a la sazón, arzobispo de Nueva York, en la catedral de San Patricio. Durante su episcopado se erigió la diócesis de Ogdensburg (1872), aumentó considerablemente el número del clero diocesano, de iglesias y de escuelas católicas, colaboró para la fundación en la diócesis de institutos religiosos, trayendo consigo a los terciarios dominicos, a los redentoristas y a las hermanas del Buen Pastor; apoyó a la institución de la Congregación de Santa Catalina de Ricci y, finalmente, contribuyó a la construcción de la catedral de la Inmaculada Concepción. El obispo murió el 2 de enero de 1894, a causa de una neumonía, en su residencia de Albany.